# Hagenbach (Palatinat)
Pour les articles homonymes, voir Hagenbach (homonymie).
Hagenbach est une ville de la Verbandsgemeinde Hagenbach, dans l'arrondissement de Germersheim, en Rhénanie-Palatinat, dans l'ouest de l'Allemagne. La municipalité est située près de la frontière avec la France, sur la rive gauche du Rhin, à environ 10 km à l'ouest de Karlsruhe.

## Situation géographique

Localisation de Hagenbach dans la Verbandsgemeide et dans l'arrondissement

## Histoire
Le « trésor » de Hagenbach est un important témoin archéologique des raids de pillage germaniques en Gaule aquitaine au cours du IIIe siècle. Lors de dragages d'une gravière près du Rhin effectués entre 1961 et 1973, ont été récupérés 346 objets antiques, dont 129 lames d'argent votives, perdus par les pillards, peut-être des Alamans, lors de la traversée du Rhin avec leur butin.